# 范廷元
范廷元，浙江鄞縣人。清朝政治人物，同進士出身。
順治六年（1649年）己丑科進士，改庶吉士，散館改翰林院檢討。官至廣東布政使。